# NGC 923
NGC 923 is een spiraalvormig sterrenstelsel in het sterrenbeeld Andromeda. Het hemelobject werd op 30 oktober 1878 ontdekt door de Franse astronoom Édouard Jean-Marie Stephan.

## Synoniemen
- PGC 9355
- UGC 1915
- MCG 7-6-22
- ZWG 539.30
- IRAS02244+4145